# Ekaterina Davidenko
Ekaterina Ievgenievna Davidenko (russe : Екатерина Евгеньевна Давыденко), née le 7 mars 1989 à Togliatti, est une joueuse internationale russe de handball évoluant au poste d'arrière droite.

## Palmarès

### Club
compétitions internationales
- vainqueur de la coupe EHF en 2012 et 2014
- finaliste de la Ligue des champions en 2007

compétitions nationales
- championne de Russie en 2005, 2006 et 2008

### Équipe nationale
Jeux olympiques
- 8e aux Jeux olympiques de 2012 de Londres ( Royaume-Uni)

Championnats du monde
Championnats d'Europe
- 3e du championnat d'Europe 2008 en  Macédoine

Autres
- vainqueur de la World cup en 2011